# محمد رضا عباسی
محمد رضا عباسی (انگلیسی: Mohamed Reda Abaci؛ زادهٔ ۸ اوت ۱۹۷۵) بازیکن فوتبال اهل الجزایر بود.
وی همچنین در تیم ملی فوتبال الجزایر بازی کرده‌است.